# Arnstein (Weismain)

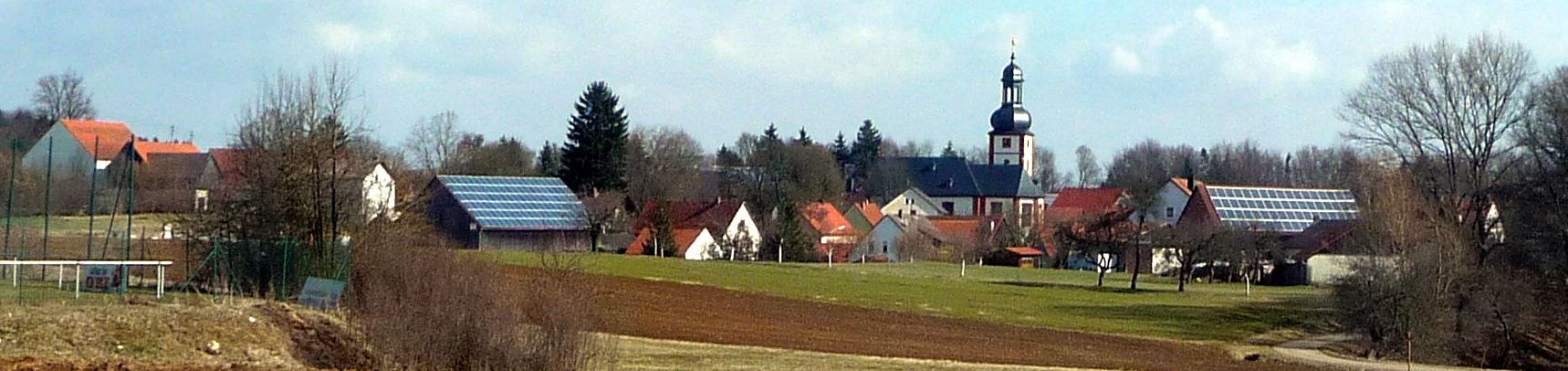
Ortspanorama von Arnstein, Ansicht von Südwesten

Arnstein (anhörenⓘ) ist ein Gemeindeteil von Weismain im Landkreis Lichtenfels in Bayern mit 136 Einwohnern.

## Geographische Lage
Arnstein befindet sich auf einer Hochebene, die zu den Ausläufern des nördlichen Frankenjuras im Naturpark Fränkische Schweiz – Frankenjura gehört. Östlich des Dorfes fällt die Ebene in das Kleinziegenfelder Tal und im Norden in dessen Nebental, den Köttler Grund ab. Der Ort befindet sich auf 455–475 m ü. Normalnull. Die amtliche Höhe wird mit 461 m ü. NN angegeben.

## Geologie
Die Hochebene besteht aus Kalkgesteinen des Malm. In den beiden oberen Schichten, dem Malm γ und dem Malm δ, befindet sich zwischen Arnstein und Bojendorf ein kleines Dolinenfeld. Dieses ist zwar teilweise verfüllt, hat aber dennoch den Schutzstatus eines Naturdenkmals und wird vom Bayerischen Landesamt für Umwelt als geowissenschaftlich wertvoll eingestuft.

## Geschichte

### Frühgeschichte Arnsteins bis ins Spätmittelalter
Anfang des 12. Jahrhunderts wurde die Adelsfamilie von Arnstein erstmals schriftlich erwähnt. Ihre Burg Arnstein befand sich vermutlich nordwestlich des heutigen Ortsrandes auf einer etwas erhöhten Felsengruppe. Als „Arenstein“ tauchte der Ort zum ersten Mal in Bamberger Urkunden im Jahr 1189 auf. Unweit von Arnstein, auf dem Heideknock, gab es Anfang des 13. Jahrhunderts einen Burgstall mit Abschnittsbefestigung mit dem Namen Altes Schloss. Dieser war vermutlich Sitz der edelfreien Familie von Leuchnitz.
Als mit Hermann von Arnstein das Adelsgeschlecht der von Arnstein im Jahr 1244 erlosch, erwarb Otto der II. von Meranien den Besitz und die Herrschaft, so dass der Ort und die Burg fortan den Andechs-Meraniern gehörte. Da Otto 1248 auf der Burg Niesten verstorben war, gehörte Arnstein und die umliegenden Besitztümer durch Heirat der Schwester Ottos fortan dem Geschlecht der von Truhendingen.

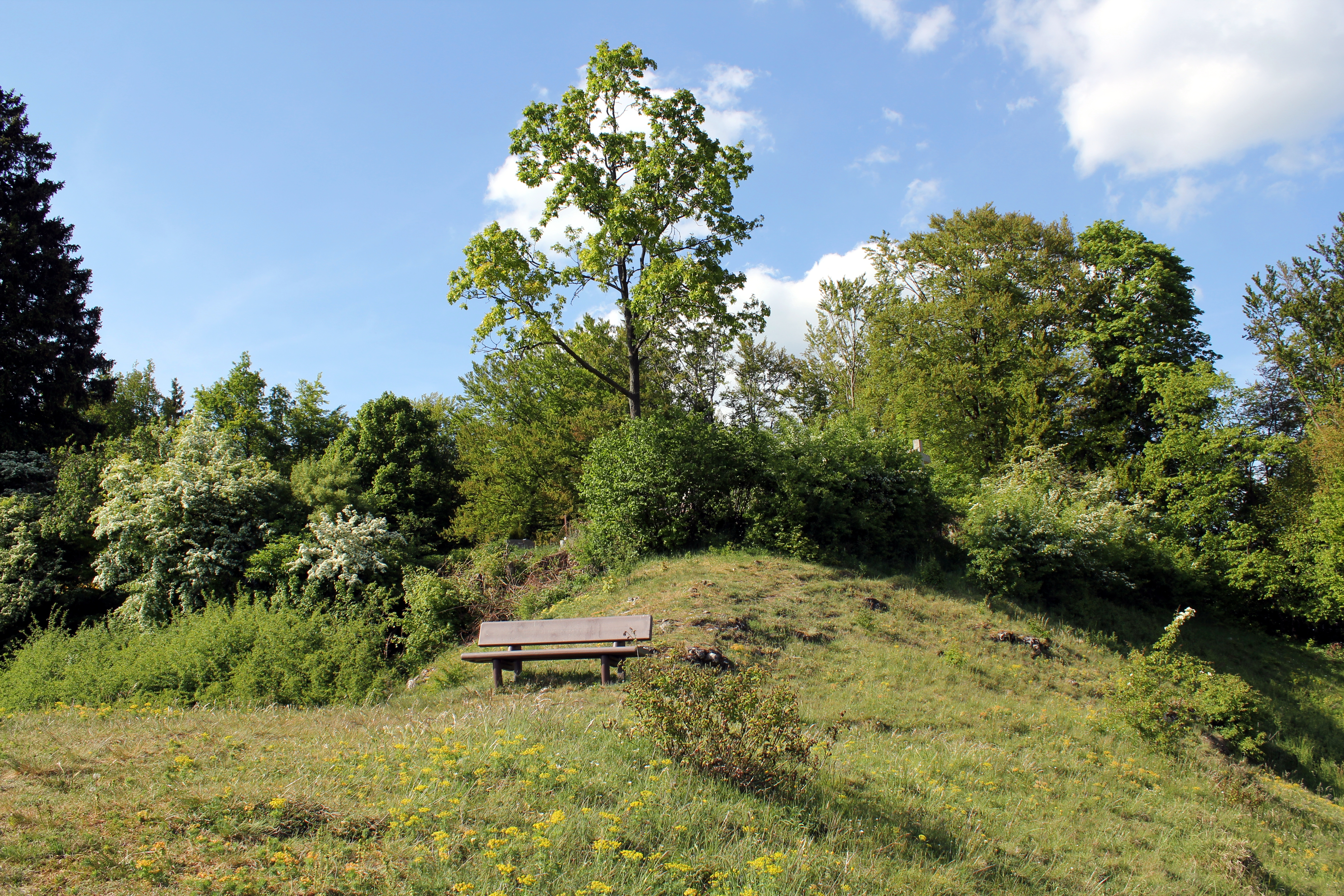
Burghügel des ehemaligen Burgstall Rauschensteins; hinter den Sträuchern befindet sich der heutige Friedhof. Ansicht aus südlicher Richtung vom Sporn des Viktoriafelsens aus.

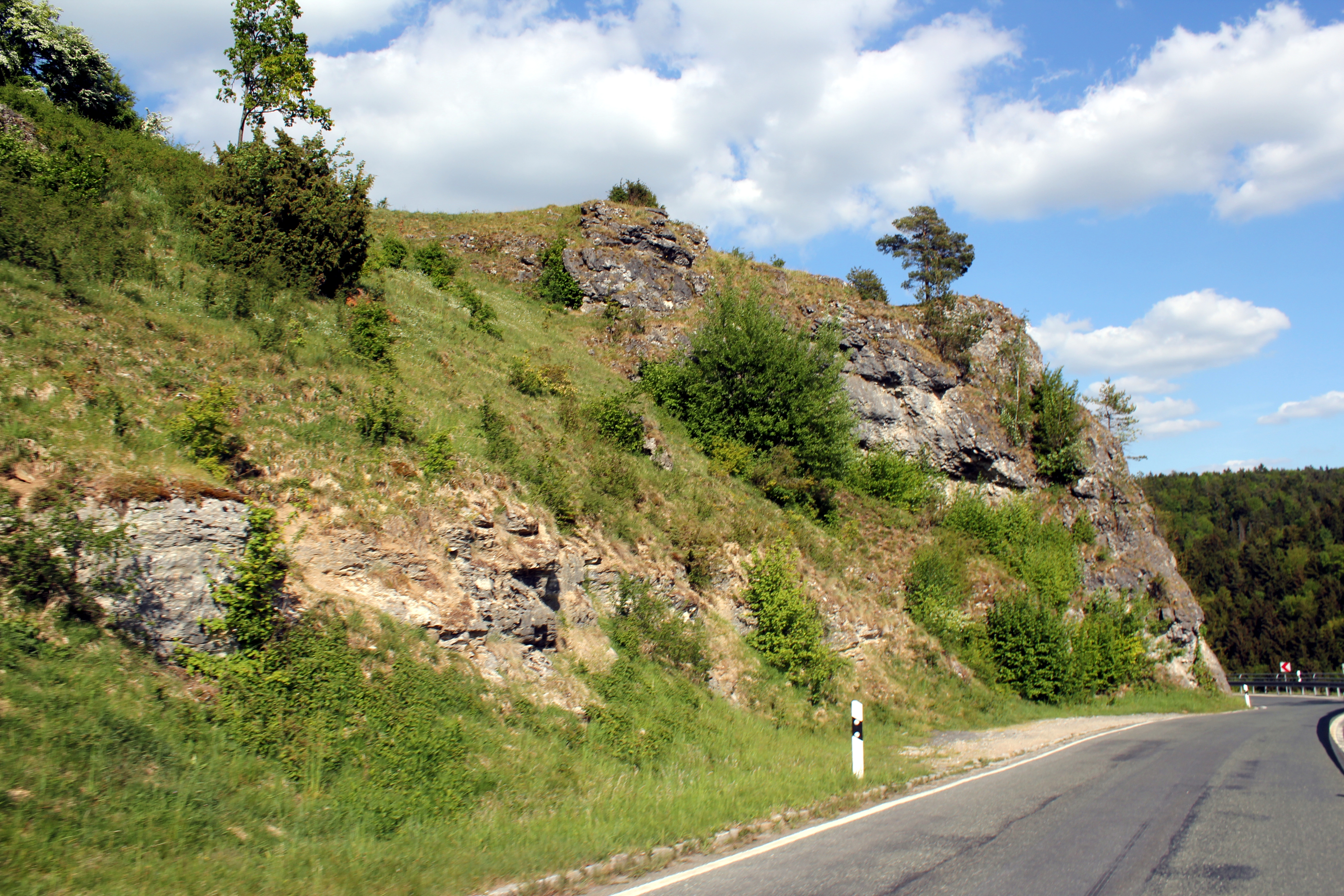
Der Viktoriafelsen am östlichen Ortsrand von Arnstein

Mitte des 13. Jahrhunderts entstand auf dem Gebiet des heutigen Friedhofs, im Osten des Dorfes, der Burgstall Rauschenstein. Die dazugehörende Kapelle St. Mauritius wurde 1756/57 abgebrochen, von der eventuell Holzfiguren in der Pfarrkirche von Arnstein und in der Kapelle in Eichig erhalten sind. Im Jahr 1394 fielen die Arnsteiner Burg und umliegende Güter an das Hochstift Bamberg. Aus dem 14. Jahrhundert ist auch die Schreibweise „Marnstein“ überliefert. Rund 130 Jahre später wurde die Arnsteiner Burg im Bauernkrieg von 1525 zerstört. Durch feindliche Truppen wurden im Dreißigjährigen Krieg 1641 mehrere Häuser in Arnstein, darunter auch der Pfarrhof, niedergebrannt. Die Pfarrei dehnte in den folgenden Jahren ihren Sprengel aus, der 1658 seine maximale Größe erreichte. Damals gehörten zur Arnsteiner Pfarrei die Weihersmühle, die Waßmannsmühle sowie die Ortschaften Großziegenfeld, Mährenhüll, Eichig, Bojendorf, Mosenberg und Wallersberg.

### Arnstein in der Frühen Neuzeit

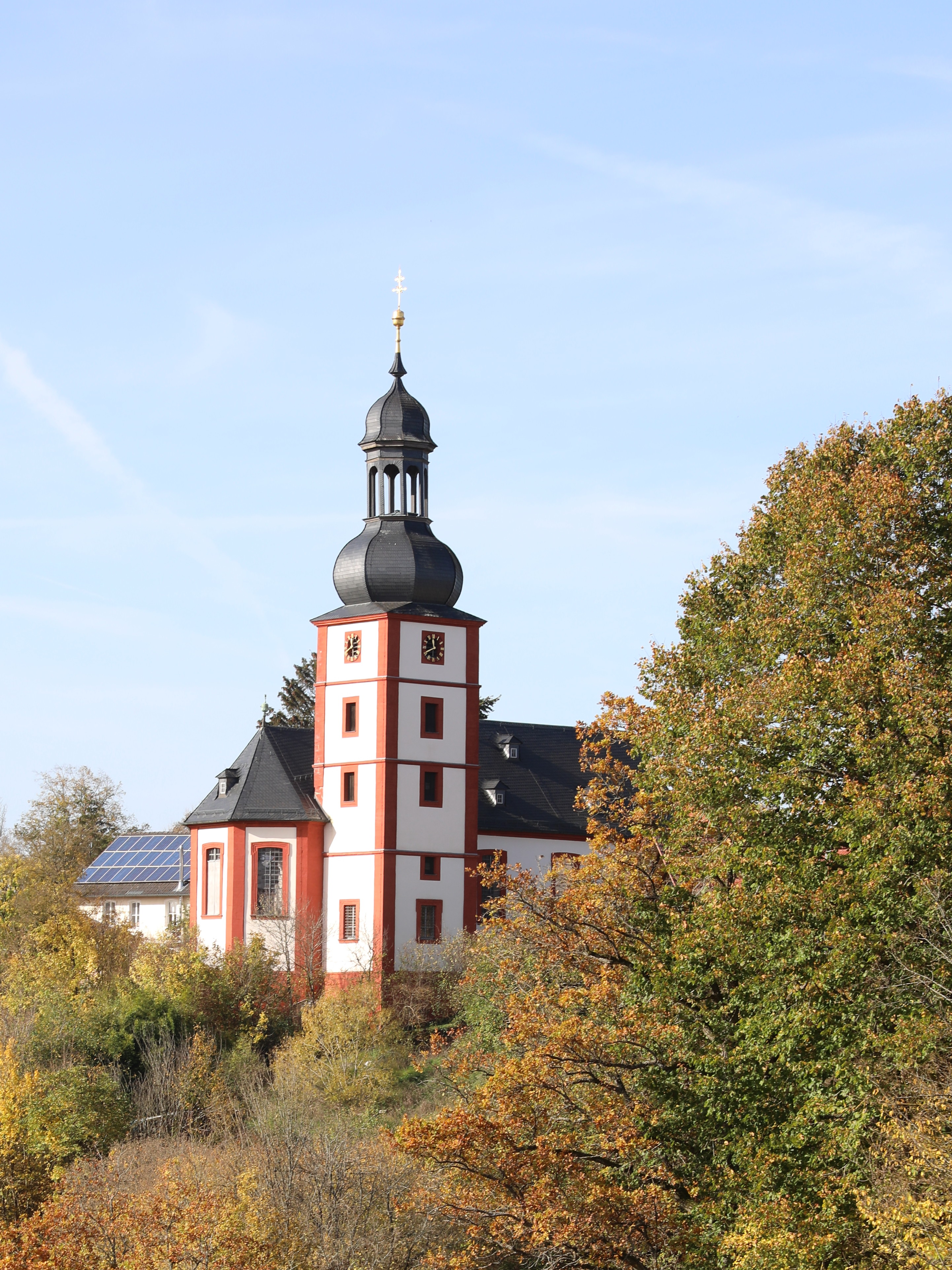
Die Pfarrkirche St. Nikolaus aus östlicher Richtung vom Viktoriafelsen aus

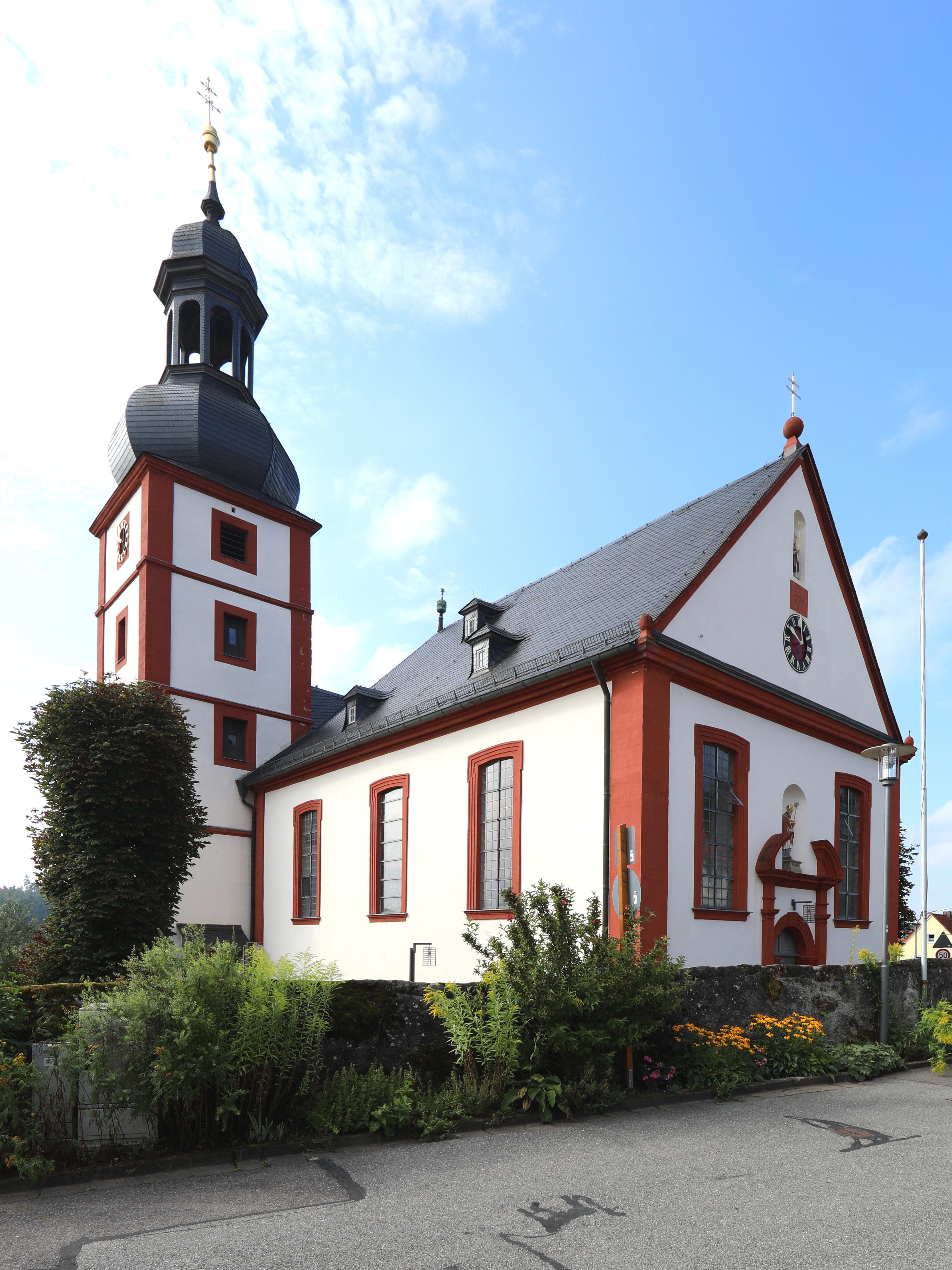
Die Pfarrkirche St. Nikolaus, Nord-Westansicht (Vorderseite)

Die Pfarrkirche St. Nikolaus wurde in den Jahren 1732–1734 nach den Plänen des Baumeisters Balthasar Neumann, von den Handwerkern Paulus Mayer und Joseph Gruber erbaut. Der Legende nach aß Balthasar Neumann auf der Durchreise in Arnstein und als Dank für das wohlschmeckende Essen fertigte er die Baupläne an und überließ sie den Dorfbewohnern vor seiner Weiterreise. Die Weihe der Kirche fand kurz nach Abschluss der Bauarbeiten im Jahr 1734 statt. Erster Pfarrer war der Bamberger Johann Dominikus Lorenz Steinmetz, der bereits beim Bau geholfen hatte. Im Geographisch Statistisch-Topographischen Lexikon von Franken wird Arnstein im Jahr 1799 von Johann Caspar Bundschuh wie folgt beschrieben:

„Arnstein, Arolfstein, Arnesta, Arnostenum, Arnoldstenum. Dorf mit einem verwüsteten Schlosse, zwey Stunden von Weißmayn gegen Bamberg, im Amte Scheßlitz. Die Pfarrey gehört zum Bambergischen Kirchensprengel, und unter das Landkapitel Lichtenfels. 1385 wurde es von Grafen Johann zu Truhendingen erkauft. Dieser Ort ist dem Hochstifte Bamberg mit der Landeshoheit und allen Gattungen von Gerichtsbarkeit unterworfen. Die Unterthanen nähren sich durchaus vom Feldbaue, und haben einen erklecklichen Nahrungsstand. Arnstein hat auch in älteren Zeiten ein besonderes Amt ausgemacht, bis solches dem Amte Scheßlitz einverleibet worden.“

Der Nachtwächterdienst wurde in Arnstein am 2. Januar 1842 eingeführt. Im Jahr 1860 wurde ein Brunnen gebohrt, mit dem Wasser vom Grund des Kleinziegenfelder Tales nach Arnstein gepumpt werden konnte. Ein Jahr später wurde ein neues Schulhaus gebaut. Auch gab es erste Vorschläge für eine Wasserleitung in Arnstein. Vorerst wurde in den Jahren 1866 und 1867 ein Brunnen mit Druckwerk im östlichen Teil des Dorfes gebohrt und eine Leitung zum „unteren Brunnen“ im westlichen Teil des Dorfes gelegt. Rund 20 Jahre später, im Jahr 1888, musste diese von der Firma I. A. Hilpert aus Nürnberg ausgebessert werden.

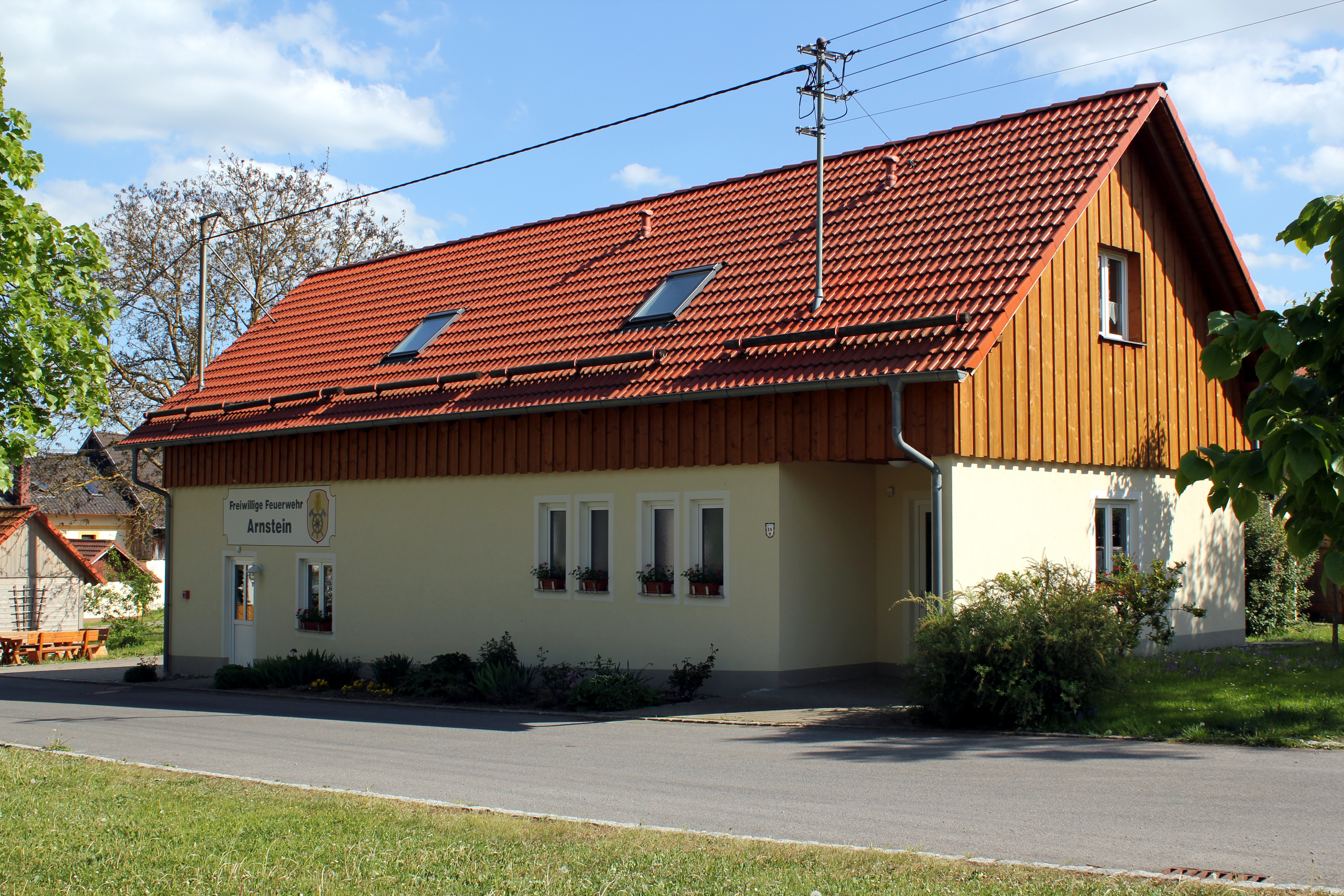
Heutiges Feuerwehrhaus der Freiwilligen Feuerwehr Arnstein

1885 wurde in Arnstein die Freiwillige Feuerwehr gegründet. In den folgenden Jahren bis 1898 wurden das Wasserwerk und das Pumpwerk mehrmals leicht umgebaut und verbessert.
Im Jahr 1864 wurden Gebietsteile zur Bildung der neuen Gemeinde Rothmannsthal abgetreten.

### 20. Jahrhundert
Am 5. Juli 1906 schlug bei einem schweren Gewitter ein Blitz in eine Scheune am westlichen Ende des Dorfes ein. Dabei brannten ein Haus und drei Scheunen nieder. Eine größere Zerstörung Arnsteins konnte durch heftigen Regen und den intensiven Einsatz der Feuerwehr verhindert werden. Nachdem bereits 1894 das Bezirksamt angeordnet hatte, die Straße am Arnsteiner Berg zu sanieren, wurde diese nach einem mehrere Jahre dauernden Protest der Arnsteiner Bevölkerung im Jahr 1914 neu gebaut. Dabei wurde die ehemals aufgrund ihrer Steilheit gefährliche Straße durch weitläufige Serpentinen entschärft.
Wie in den umliegenden Dörfern und Gemeinden war der Zweite Weltkrieg auch in Arnstein zu spüren. Eine detaillierte Beschreibung des Einmarsches der Alliierten verfasste Franz H. Filsners:

„Kurz vor Kriegsende, am 20. Februar 1945, fallen Bomben sowohl zwischen Weiden und Modschiedel als auch bei Arnstein. Eine Bombe hätte beinahe Menschenleben gefordert: Auf der Flur „Hasenecke“ fiel eine Bombe mitten zwischen zwei Hackstöcke, an denen die Bauersleute Motschenbacher Kleinholz hackten. Arnstein diente sozusagen als Durchgangslager. Im Ort lagen viele Wehrmachtsangehörige; tagsüber fuhren ständig flüchtende Soldaten in Richtung Weihersmühle die Dorfstraße hinunter. Die Häuser waren mit mehr Flüchtlingen und Vertriebenen aus Ostpreußen und Schlesien als Einheimischen belegt.
Am Freitag, dem 13. April, hieß es auch in Arnstein: „Die Amis kommen.“ Von Bojendorf her rückten die Amerikaner mit Panzern ins Dorf und platzierten sich sofort unmißverständlich, jeder Tank seine Kanone auf ein Haus gerichtet. Daher wurden die Soldaten in Arnstein mit Zeichen der Ergebenheit empfangen. Viele Bewohner winkten mit weißen Tüchern aus den Fenstern und hatten weiße Fahnen gehißt. Alle Häuser wurden nach Waffen durchsucht. Ansonsten verhielten sich die amerikanischen Soldaten freundlich und freigiebig. So warfen sie Schokolade und Zigaretten von ihren Ungetümen. - Übrigens waren viele von ihnen Farbige, so daß die meisten Arnsteiner erstmals Neger sahen.“

Nach dem Zweiten Weltkrieg wurde von 1950 bis 1953 die Kirche umfassend innen und außen saniert und erhielt ihr heutiges Aussehen. Im Jahr 1968 blühte das Vereinsleben mit der Gründung des Sportclubs Jura Arnstein auf. Trotz vieler kritischer Stimmen konnte dieser sich gerade bei der Jugend etablieren und entwickelte sich in den Folgejahren erfolgreich. Im Juni 1969 erhielt der Verein einen eigenen Sportplatz.
Im Zuge der Gebietsreform wurde die ehemals eigenständige Gemeinde Arnstein am 1. Januar 1977 in Weismain eingemeindet. Zum 250. Jubiläum der Kirche St. Nikolaus wurde 1984 der Kirchenraum renoviert; unter anderem wurden dabei Malereien an den Fenstern freigelegt, die aus den Jahren 1780/90 stammen. 1985 fand in Arnstein der Kreisfeuerwehrtag statt, bei dem zusammen mit dem 100. Jubiläum der Freiwilligen Feuerwehr Arnstein ein großes Fest gefeiert wurde. Der Gartenbauverein Arnsteiner Gartenfreunde wurde am 17. November 1986 gegründet. Die Mitgliederzahl konnte sich von damals 24 auf heute 110 Mitglieder mehr als vervierfachen. Die Jugendgruppe „Apollofalter“ wurde 1998 gegründet.

### Jahrtausendwende bis heute
Der Kindergarten wurde am 1. Januar 1998 eröffnet. Aufgrund des winterlich kalten Wetters bei der Eröffnung erhielt die einzige Gruppe des Kindergartens den Namen „Eisbärengruppe“. Der Bau des Feuerwehrhauses begann am 7. September 2001 und wurde im Mai 2004 abgeschlossen. Die Gemeinschaftshalle wurde im Zuge des ersten Arnsteiner Dorffestes am 22. und 23. Juni 2002 eingeweiht. Beim Brand des Sportheims im Mai 2003 entstand ein Schaden von rund 150.000 Euro. Eine weitere Sanierung der Kirche fand im Jahr 2004 statt. Ebenfalls 2004 wurde die Hauptachse der Trinkwasserversorgung und Abwasserbeseitigung Jura Süd gebaut, die das teils veraltete Rohrleitungssystem rund um das Kleinziegenfelder Tal auf den neuesten technischen Stand brachte. Beim Wettbewerb Unser Dorf hat Zukunft – Unser Dorf soll schöner werden wurde Arnstein im Jahr 2005 einer der vier Kreissieger.
Im Mai 2010 feierte die Freiwillige Feuerwehr Arnstein ihr 125-jähriges Bestehen mit einem großen Fest vom 28. bis zum 30. Mai.
Als erster Stadtteil Weismains erhielt Arnstein Mitte September 2010 Breitband. Realisiert wurde dies über die Funktechnologie CS-Airnet der Firma CS-Telecom als registrierter Anbieter der Breitband-Initiative Bayern. Insgesamt erhielt die Stadt Weismain dafür Fördergelder in Höhe von 31.100 Euro. Damit sollte auch der Breitbandzugang in den Ortsteilen Frankenberg, Mosenberg, Modschiedel, Schrepfersmühle, Wallersberg, Weiden, Weihersmühle und Wunkendorf teilfinanziert werden.

### Einwohnerentwicklung
Die Tabelle gibt die Einwohnerentwicklung von Arnstein anhand einzelner Daten wieder.
| Jahr       | Einwohner | Quelle |
| ---------- | --------- | ------ |
| 1820       | 151       | [ 14 ] |
| 1833       | 171       | [ 15 ] |
| 01.12.1910 | 167       | [ 16 ] |
| 1933       | 156       | [ 17 ] |
| 1939       | 142       | [ 17 ] |
| 2011       | 145       | [ 18 ] |
| 2012       | 139       | [ 19 ] |
| 2013       | 144       | [ 20 ] |
| 2015       | 136       | [ 21 ] |

## Vereine
- Freiwillige Feuerwehr Arnstein, gegründet 1885
- SC Jura Arnstein e. V., gegründet 1968
- Obst- und Gartenbauverein Arnstein mit der Jugendgruppe „Apollofalter Arnstein“, gegründet 1986
- Stammtisch „Monstaane Raubritter“, gegründet 1987

## Bildung
In Arnstein gibt es einen Kindergarten, in dem auch Vorschulunterricht stattfindet.

## Ehrenbürger
Die folgende Liste gibt die Ehrenbürger der ehemaligen Gemeinde Arnstein wieder. Das angegebene Datum ist das der Verleihung der Ehrenbürgerwürde.
- Dezember 1921: Otto Mayer (Pfarrer)[6]
- Dezember 1921: Jakob Eberth (Pfarrer)[6]
- Dezember 1921: Franz Meth (Lehrer)[6]